# Егзонартекс
Егзонартекс је спољна припрата и налази се на западној страни православног храма, одмах иза улаза у храм. Потом следи, са исте стране, нартекс, односно унутрашња припарата. Обе припрате имају своју богослужбену употребу. Неправославни се најчешће задржавају у спољној припрати, посебно приликом важнијих богослужења.

## Галерија
- Езгонартекс на манастиру Светог Николе у Куршумлији
- У манастиру Студеници, егзонартекс на Богородичиној цркви је касније дограђен од другог материјала
- Егзонартекс у манастиру Студеница